# Kozma Zsolt
Kozma Zsolt (Árpástó, 1935. február 19. – 2023. augusztus 5.) erdélyi magyar református lelkész, egyházi író, teológiai professzor. Kozma Tibor fia.

## Kutatási területe
Bibliai teológia és gyakorlati teológia.

## Életútja
Középiskoláit a zilahi Wesselényi Kollégiumban (1945–50) és a kolozsvári református kollégiumban végezte (1951–52). 1952–54 között politikai elítélt, kommunistaellenes szervezkedés vádjával Kolozsvárt, Zsilaván tartották fogva, majd a Duna-Fekete-tenger csatorna építésére vezényelték. A Kolozsvári Protestáns Teológiai Intézetben szerzett református lelkészi diplomát (1958), ugyanitt teológiai tudományokból doktori diplomát nyert az ószövetségi tudomány témakörben (1974); a budapesti Ráday Akadémián Doctor Honoris Causa címet nyert (1990).
1958–59-ben Kolozsvárt belvárosi segédlelkész, majd 1960–74 között lelkész Magyarszováton, közben kilenc hónapig munkaszolgálatos. 1974-től a kolozsvári Egységes Protestáns Teológiai Intézet előadója, majd professzora. 1984–89 között a Református Szemle, 1992-től a Protestáns Szemle szerkesztőbizottsági tagja.
Tanulmányai 1960-tól a Református Szemlében, a Korunkban, Magyarországon a Theologiai Szemlében, Református Egyházban, Reformátusok Lapjában, Confessioban, Protestáns Szemlében, Pannonhalmi Szemlében, valamint németországi és ausztriai egyházi folyóiratokban jelentek meg. Tanulmányai közül jelentősebbek: Emberképű Isten? – Istenképű ember? (Református Szemle, 1971. 148–158); Az istenképűség és a természeti teológia kérdése Barthnál és az erdélyi protestáns teológiában (Theologiai Szemle, 1987. 5–11); A Református Szemle 1908-1974. évfolyamainak teljes könyvészete (Református Szemle 1975. 91–131. – csak az 1945–74. évek anyaga jelenhetett meg); A református értelmiség megújulása (Reformátusok Lapja, 1992. május 24.-június 14).
Szerkesztette a Kolozsvári Református Egyházkerület kiadásában megjelent Kis ágendát (1986), s 32 munkatárssal a Bibliai fogalmi szókönyvet (1992).

## Kötetei
- JHVH cselekvésének teológiai felfedése a szabadítás eseménysorozatában (doktori disszertáció, Kolozsvár, 1974. Belső használatra sokszorosítva)
- Kis ágenda; összeáll. Kozma Zsolt; Kolozsvári Református Egyházkerület, Kolozsvár, 1986
- A magyar nyelvű protestáns bibliai teológia könyvészete 1979-ig (Budapest, 1990)
- Bibliai fogalmi szókönyv; szerk. Kozma Zsolt; Erdélyi Református Egyházkerület, Kolozsvár, 1992
- Alkalmas és alkalmatlan időben (prédikációs kötet, Kolozsvár, 1993)
- Juhász Tamás–Kozma Zsolt: Református lelkipásztorképzés. Gyulafehérvár 1622-1662, Nagyenyed 1662-1895, Kolozsvár 1895-1995; Protestáns Teológiai Intézet, Kolozsvár, 1995
- Akik jó bizonyságot nyertek. A Kolozsvári Református Theologia tanárai, 1895-1948; szöveggond. Kozma Zsolt, szerk. Hatházy Ferenc; Protestáns Teológiai Intézet, Kolozsvár, 1996
- Isten országának alkotmánya. Bibliaórai vázlatok; Ifjú-Erdély, Kolozsvár, 1999 (Élő könyvek)
- Önazonosság és küldetés. Tanulmányok; Erdélyi Református Egyházkerület, Kolozsvár, 2001
- Jézus Krisztus példázatai; Iránytű Alapítvány, Gödöllő, 2002
- A Kálvinista világ és a Kiáltó szó repertóriuma; Református Teológiai Akadémia, Kolozsvár, 2003 (Erdélyi református egyháztörténeti füzetek)
- Szóra bírva. Kozma Zsolttal beszélget Tunyogi Lehel; Exit, Kolozsvár, 2009 (Teológiai praxis)
- Lekötelezetten. Igetanulmányok, gyülekezeti előadások; Erdélyi Református Egyházkerület, Kolozsvár, 2012
- A Magyar Református Énekeskönyv. Tárgymutatója; Erdélyi Református Egyházkerület, Kolozsvár, 2015
- Mérlegen. Életrajzi beszélgetések DVD-melléklettel; riporter Tunyogi Lehel; Exit, Kolozsvár, 2017 (Teológiai praxis) + DVD
- Hidak. Tanulmányok, gyülekezeti előadások; Erdélyi Református Egyházkerület, Kolozsvár, 2017

## Társasági tagság
- Erdélyi Múzeum-Egyesület (EME)